# Jelena Matijevskaja
Jelena Matijevskaya (ryska: Елена Матиевская; Alena Henadzeŭna Matjieŭskaja belarusiska: Алена Генадзеўна Маціеўская), född den 8 mars 1961 i Minsk i dåvarande Vitryska SSR i Sovjetunionen (nu Belarus), är en sovjetisk före detta roddare.
Hon tog OS-silver i scullerfyra i samband med de olympiska roddtävlingarna 1980 i Moskva.